# Cophura pollinosa
Cophura pollinosa là một loài ruồi trong họ Asilidae. Cophura pollinosa được Curran miêu tả năm 1930. Loài này phân bố ở vùng Tân Bắc giới.